# Cryptagama aurita
Genre
Espèce
Synonymes
- Tympanocryptis aurita Storr, 1981

Statut de conservation UICN

 DD  : Données insuffisantes
Cryptagama aurita, unique représentant du genre Cryptagama, est une espèce de sauriens de la famille des Agamidae.

## Répartition
Cette espèce est endémique d'Australie. Elle se rencontre en Australie-Occidentale et au Territoire du Nord.

## Description
Cryptagama aurita mesure de 29 à 46 mm de longueur standard.

## Publications originales
- Storr, 1981 : Three new agamid lizards from Western Australia. Records of the Western Australian Museum, vol. 8 no 4, p. 599-607 (texte intégral).
- Witten, 1984 : Relationships of Tympanocryptis aurita Storr, 1981. Records of the Western Australian Museum, vol. 11 no 4, p. 399-401 (texte intégral).